# یورش (کمیک)
یورش (به انگلیسی: Onslaught) یک شخصیت خیالی ابرشرور در کتاب‌های کامیک منتشر شده توسط مارول کامیکس است. او توسط اسکات لابدل، مارک وید و اندی کوبرت خلق شده‌است که برای اولین بار در مردان ایکس شماره ۱۵ام (مه ۱۹۹۶) معرفی شد. این شخصیت توسط حس آگاهی دو جهش‌یافته قدرتمند: پروفسور چارلز اگزاویه و مگنیتو ساخته شده‌است. او یک نیروی کیهانی است که بعدها در جسم کله‌سرخ در کمیک‌های انتقام‌جویان و مردان ایکس: ای‌اکس‌آی‌اس رفت.
از شخصیت یورش در دیگر محصولات شرکت مارول چون بازی‌های رایانه‌ای و اسباب‌بازی‌ها استفاده شده‌است. در سال ۲۰۰۸، یورش رتبهٔ دهم را در لیست ده تبهکار برتر مردان ایکس مارول‌دات‌کام بدست آورد.